# دنیل جیکوبز (بوکسور)
دنیل جیکوبز (انگلیسی: Daniel Jacobs؛ زادهٔ ۳ فوریهٔ ۱۹۸۷) بوکسور اهل ایالات متحده آمریکا است.